# Liste des pays en 1920
 (octobre 2022).
La liste des pays en 1920 est la première liste officielle des États qui existaient en ladite année 1920, selon la reconnaissance de la première organisation politique mondiale, la Société des Nations (SDN). À partir de cette époque, on peut parler d'États souverains et de pays cherchant la reconnaissance internationale, voire séparatiste : il s'agit notamment de l'Afrique du Sud, du Canada, de l'Australie et de la Nouvelle-Zélande, États partiellement autonomes mais pas totalement souverains qui sont parties intégrantes de l'Empire britannique ; mais également d'États allemands qui vont se proclamer indépendants à la suite de la révolution allemande de 1918-1919 et d'États caucasiens durant la guerre civile russe de 1917-1923. 
Sur 85 pays se proclamant « souverains » au début des années 1920 (y compris les entités séparatistes), 43 d'entre eux avaient rejoint la SDN.

## Liste des États internationalement reconnus
|  | formes courtes                             | formes longues                                                                     |
|  | ------------------------------------------ | ---------------------------------------------------------------------------------- |
|  | l'Albanie                                  | la principauté d'Albanie                                                           |
|  | l'Andorre                                  | la principauté d'Andorre                                                           |
|  | l'Argentine                                | la République argentine                                                            |
|  | l'Arménie                                  | la république démocratique d'Arménie                                               |
|  | l'Allemagne                                | le Reich allemand                                                                  |
|  | l'Autriche                                 | la république d'Autriche                                                           |
|  | l'Azerbaïdjan                              | la république démocratique d'Azerbaïdjan                                           |
|  | la Belgique                                | le royaume de Belgique                                                             |
|  | la Bolivie                                 | la république de Bolivie                                                           |
|  | le Brésil                                  | la république des États-Unis du Brésil                                             |
|  | la Bulgarie                                | le royaume de Bulgarie                                                             |
|  | le Chili                                   | la république du Chili                                                             |
|  | la Chine                                   | la république de Chine                                                             |
|  | la Colombie                                | la république de Colombie                                                          |
|  | le Costa Rica                              | la république du Costa Rica                                                        |
|  | Cuba                                       | la république de Cuba                                                              |
|  | le Danemark                                | le royaume de Danemark                                                             |
|  | le Khanat de Khiva                         | le khanat de Khiva                                                                 |
|  | le Khanat de Kokand                        | le khanat de Kokand                                                                |
|  | l'émirat de Boukhara                       | l'émirat de Boukhara                                                               |
|  | l'Espagne                                  | le royaume d'Espagne                                                               |
|  | l'Estonie                                  | la république d'Estonie                                                            |
|  | les États-Unis                             | les États-Unis d'Amérique                                                          |
|  | l'Éthiopie                                 | l'empire d'Éthiopie                                                                |
|  | la République d'Extrême-Orient             | la république d'Extrême-Orient                                                     |
|  | la Finlande                                | la république de Finlande                                                          |
|  | Fiume                                      | l'État libre de Fiume                                                              |
|  | la France                                  | la République française                                                            |
|  | la Géorgie                                 | la république démocratique de Géorgie                                              |
|  | la Grèce                                   | le royaume de Grèce                                                                |
|  | le Guatemala                               | la république du Guatemala                                                         |
|  | Haïti                                      | la république d'Haïti                                                              |
|  | le Honduras                                | la république du Honduras                                                          |
|  | la Hongrie                                 | le royaume de Hongrie                                                              |
|  | l'Italie                                   | le royaume d'Italie                                                                |
|  | l'Islande                                  | le royaume d'Islande                                                               |
|  | le Japon                                   | l'empire du Japon                                                                  |
|  | la Lettonie                                | la république de Lettonie                                                          |
|  | le Liberia                                 | la république du Liberia                                                           |
|  | le Liechtenstein                           | la principauté du Liechtenstein                                                    |
|  | la Lituanie                                | la république de Lituanie                                                          |
|  | le Luxembourg                              | le grand-duché de Luxembourg                                                       |
|  | Monaco                                     | la principauté de Monaco                                                           |
|  | la Mongolie                                | la Mongolie du Bogdo Khan                                                          |
|  | le Népal                                   | le royaume du Népal                                                                |
|  | le Nicaragua                               | la république du Nicaragua                                                         |
|  | la Norvège                                 | le royaume de Norvège                                                              |
|  | le Panama                                  | la république du Panama                                                            |
|  | le Paraguay                                | la république du Paraguay                                                          |
|  | les Pays-Bas                               | le royaume des Pays-Bas                                                            |
|  | le Pérou                                   | la république du Pérou                                                             |
|  | la Perse                                   | l'Empire perse l'Empire kadjar                                                     |
|  | la Pologne                                 | la république de Pologne                                                           |
|  | le Portugal                                | la République portugaise                                                           |
|  | la République dominicaine                  | la République dominicaine                                                          |
|  | la Roumanie                                | le royaume de Roumanie                                                             |
|  | le Royaume des Serbes, Croates et Slovènes | le royaume des Serbes, Croates et Slovènes                                         |
|  | le Royaume-Uni                             | le Royaume-Uni de Grande-Bretagne et d'Irlande Les dominions et l'empire des Indes |
|  | Saint-Marin                                | la république de Saint-Marin                                                       |
|  | le Salvador                                | la république du Salvador                                                          |
|  | le Siam                                    | le royaume de Siam                                                                 |
|  | la Suède                                   | le royaume de Suède                                                                |
|  | la Suisse                                  | la Confédération suisse                                                            |
|  | la Tchécoslovaquie                         | la République tchécoslovaque                                                       |
|  | la Turquie                                 | l'Empire ottoman                                                                   |
|  | l'Ukraine                                  | la République populaire ukrainienne                                                |
|  | l'Uruguay                                  | la république orientale de l'Uruguay                                               |
|  | le Venezuela                               | les États-Unis du Venezuela                                                        |
|  | le Yémen                                   | le royaume mutawakkilite du Yémen                                                  |

## États indépendants non reconnus ou à reconnaissance limitée
|  | formes courtes  | formes longues                            |
|  | --------------- | ----------------------------------------- |
|  | Alash           | autonomie d'Alash                         |
|  | le Goulot       | l'État libre du Goulot                    |
|  | le Kouban       | la république populaire du Kouban         |
|  | le Nord-Caucase | la république montagnarde du Nord-Caucase |
|  | Don             | la grande armée du Don                    |
|  | le Tibet        | le Gouvernement tibétain                  |